# Stig Carlsson (konstnär)
Stig Olov Lennart Carlsson, född 2 juli 1932 i Lidköping, död 21 mars 2008 i Höganäs, var en svensk skulptör och formgivare. Han var far till konstnären Maria Drott.
Carlsson kom tidigt i lära på Rörstrands porslinsfabrik, där han inspirerades av Gunnar Nylund att arbeta som konstnär. Han studerade vid Konstfackskolan i Stockholm och under studieresor till Italien och Spanien. Han anställdes 1955 som konstnärlig ledare vid Ifö-verken i Bromölla. I mitten av 1970-talet inredde han det gamla nedlagda pensionatet Strandhem i Nyhamnsläge till ateljé, utställningslokal och bostad. Här kom han att skapa hundratals stora utsmyckningar i trä och keramik till kyrkor, sjukhus och idrottsanläggningar runt om i landet. 1995 flyttade han till Höganäs. Bland hans offentliga arbeten märks ett fundament i brons för Lidköpings torg, en keramikrelief för Hägerstens församling, Metallrelief med klippspik och plåtdetaljer på blästrad fur för Svenska Stålpressnings AB i Olofström samt tio numrerade reliefer i en serie om trettio i S:t Hans kyrka i Lund.